# Buténolide

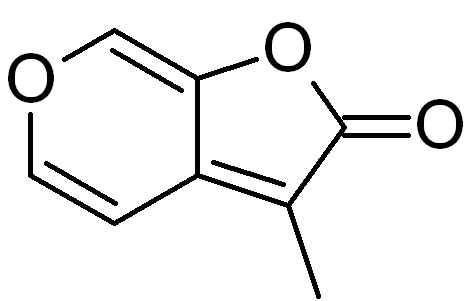
3-méthyl-2H-furo[2,3-c]pyran-2-one.

Un buténolide est une lactone sur un hétérocycle à quatre atomes de carbone. Ces composés sont parfois considérés comme des dérivés oxydés du furane. La 2-furanone est le plus simple des buténolides. L'acide ascorbique (vitamine C) est le buténolide le plus commun. Des dérivés de buténolides appelés karrikines (en) sont produits par certaines plantes lorsqu'elles sont exposées aux températures élevées dues aux feux de forêt, notamment la 3-méthyl-2H-furo[2,3-c]pyran-2-one est connue pour déclencher la germination des graines de plantes sensibles à la chaleur des incendies de végétation.